# Francesco Saya
Francesco Saya (Messina, luglio 1804 – Messina, novembre 1874) è stato un giurista, criminologo e avvocato italiano.

## Biografia
Giurista e avvocato messinese famoso perché abile oratore, fu docente universitario e ben noto criminologo nell'Ottocento.
Famoso è il monumento funerario sito nel Gran Camposanto di Messina, opera di un giovanissimo Giovanni Scarfì nel 1876: il monumento, che raffigura l'insigne giurista, è considerato tra i più belli del Cimitero Monumentale.